# Platylabus virescens
Platylabus virescens är en stekelart som först beskrevs av Cresson 1874.  Platylabus virescens ingår i släktet Platylabus och familjen brokparasitsteklar. Inga underarter finns listade i Catalogue of Life.